# Női labdarúgó-Európa-bajnokság
A női labdarúgó-Európa-bajnokság az UEFA labdarúgótornája, melyet négyévente rendeznek meg női válogatottak részvételével. A rendezvény a férfiak számára kiírt labdarúgó Európa-bajnokság női megfelelője.
A torna elődje a női labdarúgó-válogatottak európai tornája volt az 1980-as évek elején. A női labdarúgás népszerűségének növekedésével 1990-ben a torna rendezését átvette az UEFA, innentől női labdarúgó-Európa-bajnokság néven fut a rendezvény. Csupán az 1991-es és az 1995-ös kiírás volt egyben a világbajnokság selejtezője is; 1999-től kezdődően csoportok kialakításával rendezik a selejtezőket.

## Eredmények

### Női labdarúgó-válogatottak európai tornája
| Év   | Házigazda                     | Döntő      | Döntő                    | Döntő      | Bronzmérkőzés           | Bronzmérkőzés           | Bronzmérkőzés           |
| Év   | Házigazda                     | Győztes    | Eredmény                 | Ezüstérmes | Bronzérmes              | Eredmény                | 4. helyezett            |
| ---- | ----------------------------- | ---------- | ------------------------ | ---------- | ----------------------- | ----------------------- | ----------------------- |
| 1984 | A döntő oda-visszavágós volt. | Svédország | 1–0 0–1 Büntetőkkel: 4–3 | Anglia     | Nem volt bronzmérkőzés. | Nem volt bronzmérkőzés. | Nem volt bronzmérkőzés. |
| 1987 | Norvégia                      | Norvégia   | 2–1                      | Svédország | Olaszország             | 2–1                     | Anglia                  |
| 1989 | Nyugat-Németország            | NSZK       | 4–1                      | Norvégia   | Svédország              | 2–1 (hu)                | Olaszország             |

### Női labdarúgó-Európa-bajnokság
| Év   | Helyszín               | Döntő         | Döntő             | Döntő           | Bronzmérkőzés             | Bronzmérkőzés             | Bronzmérkőzés             |
| Év   | Helyszín               | Aranyérmes    | Eredmény          | Ezüstérmes      | Bronzérmes                | Eredmény                  | Negyedik helyezett        |
| ---- | ---------------------- | ------------- | ----------------- | --------------- | ------------------------- | ------------------------- | ------------------------- |
| 1991 | · Dánia                | · Németország | 3–1 (h.u.)        | · Norvégia      | · Dánia                   | 2–1                       | · Olaszország             |
| 1993 | · Olaszország          | · Norvégia    | 1–0               | · Olaszország   | · Dánia                   | 3–1                       | · Németország             |
| Év   | Helyszín               | Döntő         | Döntő             | Döntő           | Elődöntősök               | Elődöntősök               | Elődöntősök               |
| Év   | Helyszín               | Aranyérmes    | Eredmény          | Ezüstérmes      | Elődöntősök               | Elődöntősök               | Elődöntősök               |
| 1995 | · Németország          | · Németország | 3–2               | · Svédország    | Anglia, Norvégia          | Anglia, Norvégia          | Anglia, Norvégia          |
| 1997 | Norvégia és Svédország | · Németország | 2–0               | · Olaszország   | Svédország, Spanyolország | Svédország, Spanyolország | Svédország, Spanyolország |
| 2001 | · Németország          | · Németország | 1–0 (h.h.)        | · Svédország    | Norvégia, Dánia           | Norvégia, Dánia           | Norvégia, Dánia           |
| 2005 | · Anglia               | · Németország | 3–1               | · Norvégia      | Finnország, Svédország    | Finnország, Svédország    | Finnország, Svédország    |
| 2009 | · Finnország           | · Németország | 6–2               | · Anglia        | Norvégia, Hollandia       | Norvégia, Hollandia       | Norvégia, Hollandia       |
| 2013 | · Svédország           | · Németország | 1–0               | · Norvégia      | Dánia, Svédország         | Dánia, Svédország         | Dánia, Svédország         |
| 2017 | · Hollandia            | · Hollandia   | 4–2               | · Dánia         | Ausztria, Anglia          | Ausztria, Anglia          | Ausztria, Anglia          |
| 2022 | · Anglia               | · Anglia      | 2—1 (h.u.)        | · Németország   | Svédország, Franciaország | Svédország, Franciaország | Svédország, Franciaország |
| 2025 | · Svájc                | · Anglia      | 1—1 (h.u.) b. 3–1 | · Spanyolország | Németország, Olaszország  | Németország, Olaszország  | Németország, Olaszország  |

## Örökmérleg
| Csapat        | Győzelmek                                          | Ezüstérmek                 | Bronzérmek     | Elődöntők                  | 4. helyek      |
| ------------- | -------------------------------------------------- | -------------------------- | -------------- | -------------------------- | -------------- |
| Németország   | 8 (1989, 1991, 1995, 1997, 2001, 2005, 2009, 2013) | 1 (2022)                   | –              | 1 (2025)                   | 1 (1993)       |
| Norvégia      | 2 (1987, 1993)                                     | 4 (1989, 1991, 2005, 2013) | –              | 3 (1995, 2001, 2009)       | –              |
| Anglia        | 2 (2022, 2025)                                     | 2 (1984, 2009)             | –              | 1 (1995, 2017)             | 1 (1987)       |
| Svédország    | 1 (1984)                                           | 3 (1987, 1995, 2001)       | 1 (1989)       | 3 (1997, 2005, 2013, 2022) | –              |
| Hollandia     | 1 (2017)                                           | –                          | –              | 1 (2009)                   | –              |
| Olaszország   | –                                                  | 2 (1993, 1997)             | 1 (1987)       | 2 (1984, 2025)             | 2 (1989, 1991) |
| Dánia         | –                                                  | 1 (2017)                   | 2 (1991, 1993) | 3 (1984, 2001, 2013)       | –              |
| Spanyolország | –                                                  | 1 (2025)                   | –              | 1 (1997)                   | –              |
| Finnország    | –                                                  | –                          | –              | 1 (2005)                   | –              |
| Franciaország | –                                                  | –                          | –              | 1 (2022)                   | –              |
| Ausztria      | –                                                  | –                          | –              | 1 (2017)                   | –              |